# Climat, crises : Le Plan de transformation de l'économie française
 (novembre 2022).
Climat, crises : Le Plan de transformation de l'économie française (PTEF) est un livre écrit par The Shift Project (TSP). Il propose un plan qui détaille des solutions pour transformer l'économie française, en la rendant moins carbonée, plus résiliente et créatrice d'emplois.
S’appuyant sur des analyses scientifiques et économiques, ce plan identifie les leviers nécessaires pour atteindre une réduction significative des émissions de gaz à effet de serre. Il couvre des secteurs clés comme l’énergie, les transports, l’agriculture, l’industrie et l’habitat, en proposant des solutions concrètes et applicables. L’ambition du PTEF est de fournir une feuille de route claire pour accompagner la France vers la neutralité carbone tout en favorisant une économie plus robuste et équitable.

## Historique de publication
Au début de la campagne pour l'élection présidentielle française de 2022, The Shift Project (TSP) demande aux candidats de lui faire parvenir une synthèse de leurs engagements environnementaux dans le cas d'une victoire à l'élection. Tous les candidats, à l'exception d'Emmanuel Macron et Jean Lassalle, répondent. Leur programme est ensuite passé au crible par l'association.
Les auteurs, des dizaines de chercheurs et de bénévoles membres du Shift Project, rédigent ensuite à partir de 2021 un livre qui a vocation à peser sur le débat politique, et à l'éclairer, lors de la campagne présidentielle. La préface est écrite par Jean-Marc Jancovici.
Selon le Shift Project, en avril 2024, « le livre résumant le PTEF « Crises, climat : le Plan de transformation de l’économie française » (Odile Jacob, 2022), s’est déjà̀ vendu à plus de 100 000 exemplaires ».

## Contenu

### Présentation générale
Climat, crises : Le Plan de transformation de l'économie française (PTE) se veut programmatique en ce qu'il propose un ensemble de mesures opérationnelles et cohérentes (réduire drastiquement la consommation d'énergie — fossile, bien sûr, mais pas seulement —, limiter la consommation de matériaux et limiter la consommation de biomasse), visant à faire baisser les émissions de gaz à effet de serre de 5 % par an en France dès 2022, mais aussi réduire fortement la dépendance de l'économie française aux énergies fossiles pour la rendre résiliente aux chocs énergétiques à venir. Le livre rappelle en introduction le rôle central de la sobriété énergétique dans la décarbonation de l'économie française, à laquelle il convient d'adjoindre des mesures d'efficacité énergétique, sans oublier les progrès techniques. The Shift Project regrettait en effet que « les solutions technologiques [soient mises en avant] et celles de sobriété restent marginales ». Jean-Marc Jancovici, président du Shift Project, explique que la population sous-estime cruellement « le sang et les larmes » que demande la décarbonation, mais que certaines mesures sont faciles à mettre en place, telles que « favoriser les déplacements à vélo, [favoriser] la rénovation massive des bâtiments ou relancer la construction de centrales d’électricité bas carbone pilotable ».

### Sommaire
Dans son développement, le Plan de transformation de l'économie française propose, en quatorze volets, des solutions à mettre en place dans les cinq années suivantes pour engager une réduction des émissions :
1. L'énergie[11] ;
2. L'industrie lourde et chimique[12] ;
3. L'agriculture et l'alimentation ;
4. Le transport de marchandises ;
5. La mobilité quotidienne[3] ;
6. La mobilité à longue distance[3],[11] ;
7. La construction automobile[3] ;
8. Le logement[3] ;
9. L'emploi ;
10. L'administration publique[3] ;
11. La santé[3] ;
12. Le culture[3] ;
13. Les villes et territoires ;
14. Les finances publiques et l'épargne.

Ces solutions sont « compatibles avec l'objectif de réduction des émissions, réalistes techniquement, et acceptables politiquement ». Selon Jean-Marc Jancovici, la population sous-estime cruellement « le sang et les larmes » que demande la décarbonation, mais il existe des mesures faciles à mettre en place telles que « favoriser les déplacements à vélo, [favoriser] la rénovation massive des bâtiments ou relancer la construction de centrales d’électricité bas carbone pilotables ».

### Résumé

#### Énergie
Le volet « énergie » du Plan de transformation de l’économie française (PTEF) s'appuie sur le triptyque formé par la sobriété énergétique et l'efficacité énergétique d'une part (connus sous le vocable de négawatt) et l'électrification des usages fossiles d'autre part.
Le PTEF retient le scenario N03 (le plus nucléarisé) de l’étude de RTE "Futurs-Energetiques-2050". Cette étude définit, en accord avec la Stratégie nationale Bas Carbone :  
- La trajectoire de consommation de référence (-40% d’Energie Finale, 645 TWh électrique en 2050) et d’électrification des usages (55% électrique en 2050) ;
- 2 scénarios de consommation alternatifs : sobriété forte à 555 TWh électriques et réindustrialisation profonde à 752 TWh électriques ;
- 6 scénarios réalistes de mix de production : 
  - 1 à 100% ENR : M0,
  - 2 en ENR + 13% Nucléaire Historique (NH : maintien des centrales existantes) : M1 (ENR diffus) et  M23 (ENR grands parcs),
  - 3 en ENR + Nucléaire Historique + « nouveau Nucléaire » (SMR et 4eme génération) : N1(26% nucléaire), N2 (36% nucléaire) et N03 (50% nucléaire).

#### Industrie lourde et chimique
Alors que la France se désindustrialise depuis la fin des Trente Glorieuses, la pandémie de Covid-19 qui a provoqué un fort ralentissement du commerce international a rappelé l'importance d'avoir une production domestique suffisante de certains biens stratégiques pour la souveraineté nationale. L'empreinte carbone doit ici être analysée sous deux angles : celui de l'impact environnemental des activités industrielles en France, et celui de l'impact des biens importés, aussi bien leur production que leur transport, car celui-ci résulte des délocalisations d’usines à l'étranger.
L'industrie en France représente 20 % des émissions de gaz à effet de serre nationales (soit bien plus que le poids économique de ce secteur, estimé à 13,5% du PIB) et s'est fixé pour objectif de diminuer ces émissions de 80 % entre 2015 et 2050. L'industrie lourde chimique, métallurgique, et des matériaux de construction (principalement le ciment) concentre trois quarts[réf. souhaitée] des émissions de l'industrie française, tandis que l'industrie manufacturière (assemblage de composants pour produire des biens) ne pèse qu'un quart de ces émissions.
Pour se décarboner, il convient que l'industrie en France réduise ses émissions de gaz à effet de serre liées à l'énergie utilisée, ainsi que celles, non liées à l'énergie, mais procédant des réactions chimiques mises en jeu dans la production. Le PTEF propose quatre pistes :
- accélérer l'amélioration continue historiquement mise en œuvre par les industriels, notamment par une électrification croissante des usages fossiles dans la production, et la diminution, voire la suppression, de l’usage de gaz à fort effet de serre comme le protoxyde d'azote dans certaines industries chimiques, ou encore la diffusion de procédés bas-carbone dans la production de béton ;
- provoquer les conditions pour déployer des ruptures technologiques, comme des incitations fiscales, cahiers des charges des appels d'offres ou des lois environnementales contraignantes comme la RE2020, qui impose un plafond d'émission[réf. souhaitée] de CO2 par mètre carré de logement neuf construit. Parmi les technologies de rupture à fort potentiel pour décarboner l'industrie, le PTEF met notamment en avant l'hydrogène (priorisé pour la production d'acier et d'engrais) et la séquestration géologique du dioxyde de carbone ;
- amener le recyclage à la bonne échelle, pour des raisons d'efficacité énergétique, et relocaliser certaines productions, à des fins de réindustrialisation, promesse de nouveaux emplois ;
- adapter les volumes de production à la sobriété déployée dans les autres secteurs pour se décarboner, comme les batteries pour véhicules électriques, ou les matériaux biosourcés pour les bâtiments.

#### Agriculture et alimentation
La production agricole et alimentaire est à la fois un sujet stratégique pour l'indépendance de la France et une ressource économique tant du point de vue des exportations que des emplois qui en dépendent. Si ce secteur est efficacement organisé pour produire de grandes quantités de nourritures, il n'est pas résilient en raison de sa forte dépendance aux énergies fossiles, aux intrants phytosanitaires, mais aussi en raison de sa vulnérabilité face au changement climatique[réf. souhaitée]. Cette filière est donc dans une situation paradoxale, étant à la fois l'une des principales causes de la crise écologique tant en raison de ses émissions de gaz à effet de serre (CO2, mais aussi méthane et protoxyde d'azote) qu'en raison de la pollution des sols, mais aussi l'une des principales « victimes » de cette crise.
Le PTEF étudie ce secteur en le divisant en trois activités : la production agricole, le transport, l'industrie alimentaire, et les lieux de commercialisation et de restauration. Une des caractéristiques de cette filière est que plus on avance de l'amont vers l'aval, plus les activités sont concentrées par un petit nombre d'acteurs : il y aurait plus de 500 000 exploitations agricoles en France, 300 groupes industriels chargés de la transformation de la production, et une distribution assurée par quelques grands groupes. Des leviers de décarbonation existent à tous les maillons de cette chaîne, en changeant les méthode de production et notre alimentation, en réduisant les distances, et en diminuant le gaspillage alimentaire.
Pour y parvenir, le PTEF formule plusieurs propositions :
- accroître la main d'œuvre agricole pour diminuer la dépendance de la production agricole aux énergies fossiles. Cela passe par augmenter l'attractivité du métier agriculteur en facilitant l'accès au foncier pour ceux qui souhaitent s'installer dans cette activité et en valorisant les formations initiales et continues dans l'agriculture ;
- réorienter les productions animales vers la qualité, la durabilité, l'autonomie, et la biodiversité, en réduisant les tailles des cheptels et les volumes de production (de 30 % pour le lait et les œufs, 50 % pour la pêche, et 70 % pour la viande bovine, de porc et de volaille). Cela permettrait de préserver les terres agricoles, d'autant plus qu'une large partie d'entre elles est utilisé pour produire de quoi nourrir le bétail et entre en concurrence avec la production agricole pour nourrir les humains ;
- diversifier les pratiques agricoles en encourageant l'agroécologie, qui peut prendre plusieurs formes : agroforesterie, allongement des rotations, agriculture sans pesticide, et une meilleure protection de l'environnement (eau, sol, et biodiversité) ;
- développer l'autonomie énergétique du secteur agricole dans un double objectif de décarbonation et de résilience face à la raréfaction des énergies fossiles ;
- raccourcir les chaînes logistiques et réduire de 80 % le flux de marchandises agricoles et alimentaires transportés en 2020 et 2050, par une meilleure mise en relations des producteurs locaux et des consommateurs pour encourager les circuits courts et en rééquilibrant la production des régions en pour que chacune puisse fournir sa population ;
- recycler les nutriments par des systèmes généralisés de compostage et de valorisation de biodéchets afin de réduire la dépendance du secteur à des ressources épuisables ou à fort impact à effet de serre comme le phosphate et les engrais azotés ;
- adopter des régimes alimentaires sains et durables, adaptés aux besoins physiologiques, sans excès ;
- renforcer la lutte contre le gaspillage alimentaire ;
- renforcer la lutte contre la déforestation importée.

#### Mobilités

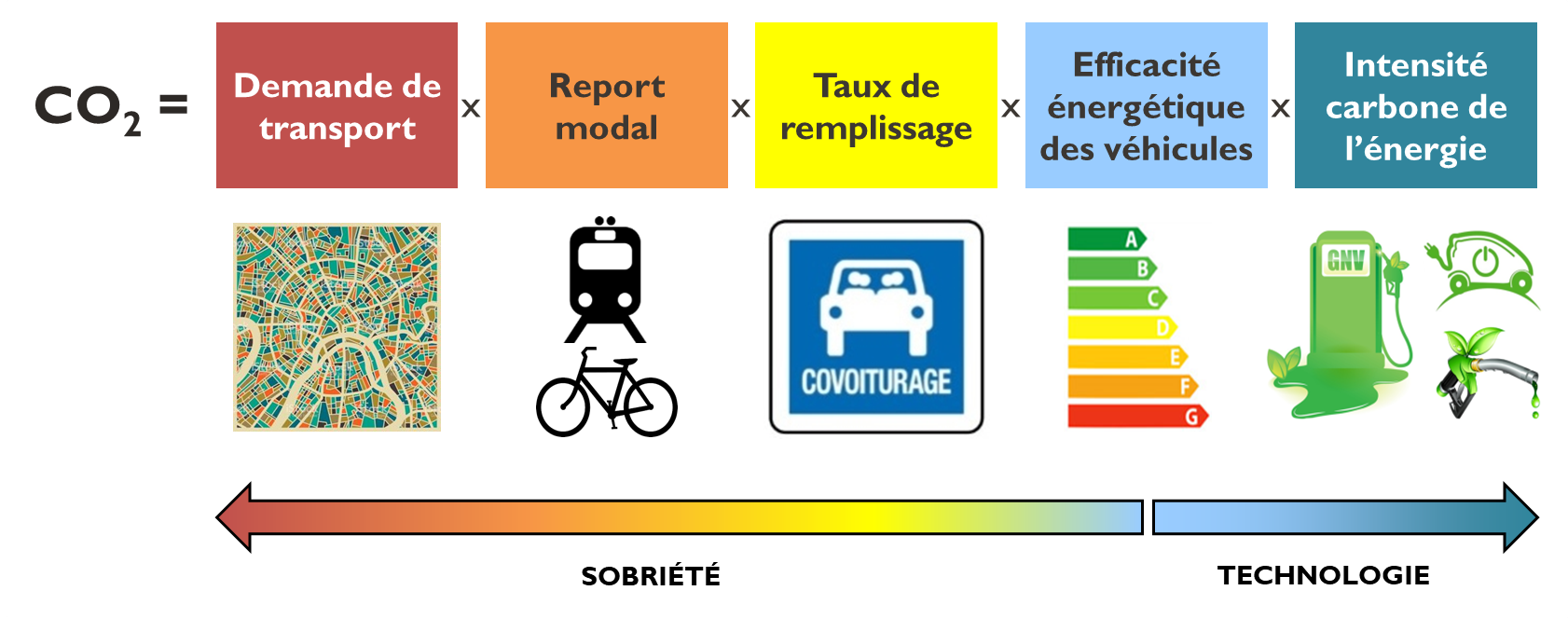
Décomposition selon la méthode LMDI des émissions de dioxyde de carbone des transports en cinq facteurs.

La mobilité locale, pratiquée dans un cercle d’un rayon de 80 km autour du domicile, représente 98 % des déplacements effectués en France chaque année, effectués pour deux tiers en voiture (avec un taux d'occupation moyen de 1,6 en 2021), pour 8 % en transports en commun et pour 3 % à vélo, soit 60 % des voyageurs-kilomètres. Elle est à l'origine de 14 % des émissions nationales de gaz à effet de serre. Contrairement à la mobilité locale, la mobilité à longue distance (aussi appelée « voyage ») est souvent choisie ; elle correspond à 6,3 « voyages » par Français par an. Elle est responsable de l'émission de plus de 40 millions de tonnes d'équivalent CO2 par an. L'impact environnemental du train, qui compte pour 15 % des « voyages » des Français, apparaît comparativement négligeable.
Le PTEF propose, dans le cadre de la mobilité locale, de réduire le volume de transport, favoriser le report modal vers des modes de transport moins émissifs (sans oublier les mobilités actives), et, pour les zones de moyenne à faible densité, d’améliorer l'offre de transports en commun, d’encourager le covoiturage, et de démocratiser les véhicules bas-carbone de substitution à la voiture (vélo électrique et microvoitures). La fiscalité et la réglementation, les aides aux ménages pauvres sont des outils incitatifs qui doivent être utilisés de manière cohérente afin d'envoyer le même message. Quant aux « voyages », l’objectif est de diviser par cinq les émissions de gaz à effet de serre au travers de la planification du tourisme, de la massification de l’usage du train, de l'électrification des transports en commun et de l'automobile (les pouvoirs publics peuvent limiter les capacités des batteries à 50 ou 60 kWh), et de la décarbonation du transport aérien (mesure accompagnée d'une réduction de son trafic).

#### Fret
Le fret pèse pour environ 9 % des émissions de CO2 en France[réf. souhaitée], notamment en raison de la part majoritaire et croissante du routier, qui est passé de 34 % en 1960 à 90 % en 2020[réf. souhaitée]. La stratégie nationale bas carbone a pour objectif une diminution de 28 % des émissions de CO2 de ce secteur entre 2015 et 2030, et une décarbonation totale d'ici 2050.
Le PTEF préconise une réduction du volume de transport au travers d’une consommation alimentaire plus locale, et d’ une baisse de la demande en produits manufacturés. Il prône également une « inversion des tendances » par un transfert modal allant du routier vers les transports ferroviaire et fluvial. La part résiduelle de transport routier doit être au maximum électrifiée ou remplacée par la cyclologistique.

#### Logement
La France compte 37 millions de logements, dont 17 millions de logements individuels en résidence principale, et 13 millions d'habitats collectifs[réf. souhaitée] (majoritairement en copropriété) en résidences principales. Le secteur du logement en France consomme 29 % de l'énergie finale, et émet 12 % des gaz à effet de serre[réf. souhaitée]. The Shift Project prévoit de massifier la rénovation énergétique, pour la rendre globale et performante, et de décarboner la production de chaleur grâce à des pompes à chaleur, des réseaux de chaleur urbains, des systèmes de chauffage au bois et des chauffe-eau solaires.
Eu égard à l'inertie du secteur, la majorité des logements de 2050 sont déjà construits. Aussi convient-il d'utiliser au mieux les logements déjà bâtis pour réduire les besoins de constructions neuves.

#### Emploi
Cette partie de l'étude étudie de manière nationale et macro-économique – et donc pas seulement sur les secteurs « verts », innovants, ou au contraire dépendant fortement des énergies fossiles – les transformations des métiers, du marché du travail, mais aussi de nos façons de travailler (par exemple en télétravaillant davantage). Les secteurs étudiés dans le PTEF pèsent 12 millions d'emplois à temps plein, soit environ la moitié de la population active française. Il y a donc la moitié des travailleurs en France qui, par leur activité professionnelle (dans le bâtiment, le transport, l'agriculture, l'industrie, etc.), ont un rôle essentiel à jouer dans la transition énergétique.
En volume, les secteurs les plus impactés seraient l'agriculture et l'alimentation, qui verraient augmenter de 500 000 le nombre d'emplois qui en dépendent dans les 30 prochaines années[réf. souhaitée] (retrouvant leurs effectifs du début des années 1990) en raison de la main d'œuvre supplémentaire nécessaire résultant de la baisse de l'utilisation de machines agricoles et d'engrais. A contrario, le secteur le plus négativement impacté sur l'emploi serait l'industrie automobile qui verrait ses effectifs baisser de 40 %[réf. souhaitée] entre 2020 et 2050, en raison d'une baisse de l'usage de la voiture, mais aussi de l'électrification du parc automobile, la construction de véhicules électriques nécessitant beaucoup moins d'heures de travail que celle des véhicules thermiques.
Sur le transport, les emplois devraient « migrer » d'un mode à l'autre, avec les transferts modaux : moins d'emplois dans l’entretien des véhicules thermiques, mais plus dans l’entretien des véhicules électriques et des vélos ; moins d'emplois dans le transport aérien (une baisse estimée à 40 000 entre 2020 et 2050) et routier (100 000 chauffeurs en moins de 2020 à 2050), plus d'emplois dans le transport ferroviaire (hausse de 40 000 de 2020 à 2050), fluvial (hausse de 15 000 entre 2020 et 2050), et la cyclologistique (100 000 conducteurs en plus entre 2020 et 2050). On devrait aussi voir des changements dans les industries qui produisent ces moyens de transport, le secteur de la construction aéronautique en France pouvant perdre jusqu'à 200 000 emplois[réf. souhaitée].
Sur le logement, l'impact de la décarbonation est plus ambivalent : il y aura moins de constructions neuves, mais beaucoup plus de travaux de rénovation et d'entretien sur le parc existant. Dans les secteurs de l'administration publique, la santé et la culture, le nombre d'emplois ne devrait pas varier significativement avec la transition énergétique, mais les métiers devraient évoluer. avec de nouveaux moyens de mesurer les émissions de gaz à effet de serre, et de nouvelles pratiques bas-carbone.
Cette transition doit être[réf. souhaitée]: 
- anticipée pour ne permettre à chacun de pouvoir se former pour s'y préparer ;
- accélérée pour l'inscrire dans des objectifs ambitieux de décarbonation ;
- coordonnée, ce qui implique que les réflexions politiques et économiques sur l'emploi, l'énergie et le climat ne doivent plus être menées séparément, mais ensemble.

#### Administration publique
L'administration publique emploie près de 6 millions[réf. souhaitée] de personnes en France, directement sous l'autorité des décideurs politiques, ce qui en fait un levier de décarbonation essentiel de l'économie française tant par ses travailleurs que par les achats effectués sous forme de commandes publiques. En outre, de la résilience de ce secteur aux enjeux climatiques dépend la continuité des services publics comme la sécurité, la distribution d'eau ou l'enseignement, dans un monde toujours affecté par le changement climatique et la raréfaction des énergies fossiles. Ainsi, la transformation de l'administration publique ne doit pas remettre en cause ses missions, mais au contraire, les pérenniser. Enfin, l'administration publique a un atout majeur, que la culture de l'intérêt général imprègne les actions et comportements de ses agents.
En raison de la variété des emplois concernés, le PTEF ne peut proposer de solution (ou de liste de solutions) unique, mais formule plusieurs préconisations pour identifier des leviers d'action :
- améliorer la mesure du problème pour identifier les actions, ce qui suppose de renforcer les bilans carbone afin de lancer des plans d'action suivis et actualisés ;
- accompagner les structures au niveau méthodologique et technique en coordonnant les actions menées par de nombreux organismes compétents ;
- former tous les agents, quels que soient leurs métiers et leurs niveaux hiérarchiques, à l'urgence climatique et à la transition bas carbone ;
- faire de la décarbonation interne une priorité portée au plus haut niveau afin d'irriguer l'ensemble de l'administration. Cela réclame une impulsion politique forte, claire, et soutenue dans le temps ;
- repenser les méthodes de travail et mobiliser les agents pour créer une dynamique collective au sein de chaque communauté, encourager et valoriser les initiatives portées par les agents en mettant le dialogue social au cœur de cette démarche ;
- planifier et raisonner sur le long terme, en considérant que les investissements d'aujourd'hui détermineront les dépenses de demain (comme pour la rénovation énergétique des bâtiments, la sobriété numérique, ou les investissements dans la gestion de l'eau) ;
- prendre au sérieux la question de la résilience, qui doit être intégrée dans tous les processus de décision. Par exemple, si le numérique permet d'améliorer la qualité des services tout en réduisant les dépenses, son impact environnemental est élevé et rend les activités qui en dépendent vulnérables aux cyberattaques ;
- faire de la décarbonation un argument électoral, en imposant par exemple à chaque élu de présenter chaque année son bilan en matière de réduction des émissions de son administration. Cela rendra l'exercice de décarbonation d'autant plus transparent et démocratique.

#### Santé
Le PTEF part du constat qu'en France, le secteur de la santé représente environ 8 % des émissions nationales[réf. souhaitée] de gaz à effet de serre, du fait de ses transports (ambulance, hélicoptères, mais aussi les trajets domicile-travail des professionnels du secteur), ses bâtiments (hôpitaux, cliniques, cabinets médicaux), et de l'impact environnemental de certains produits pharmaceutiques comme certains gaz anesthésiants. Diminuer l'impact environnemental de ce secteur aurait aussi pour effet positif d'améliorer sa résilience en diminuant sa dépendance aux énergies fossiles. En outre, ce secteur doit s'attendre à être de plus en plus sollicité en raison des effets sur la santé du changement climatique, comme un risque d'augmentation des agents pathogènes avec la fonte du permafrost.
Le PTEF préconise d’améliorer la formation des personnels de santé aux enjeux environnementaux de leur secteur, dont ils ont trop peu conscience au regard de l'importance cruciale de cet enjeu. Ces sessions de sensibilisation devront aussi intégrer les effets attendus du réchauffement climatique sur la santé. Des bilans carbone complets des structures de santé devront être réalisés pour connaitre leurs postes les plus émetteurs et les leviers de décarbonation possible. Au niveau national, les postes les plus émetteurs du secteur de la santé sont les achats d'équipement, matériels et médicaments (60 % des émissions de gaz à effet de serre), les bâtiments (principalement leur chauffage), et les transports (15 % des émissions)[réf. souhaitée]. Si les mesures à prendre sont à décider au niveau de chaque structure, le PTEF donne des pistes d'amélioration : de meilleures isolations thermiques des bâtiments, un développement de la télémédecine pour diminuer les déplacements évitables, ou encore des délivrances ou renouvellement des autorisations de mise sur le marché des médicaments conditionnées à la publication de l'empreinte carbone de leur fabrication. Enfin, le PTEF préconise des mesures préventives de préservation de la santé pour diminuer la pression sur le secteur, et lui permettre d'opérer une transition vers une système plus sobre dans la pratique des soins. Ainsi, moins une population aura de comorbidités, plus elle sera résistante aux attaques de type infectieux.

#### Culture
La culture – dont le nombre d'actifs est de plus de 700 000[réf. souhaitée] en France – recouvre des métiers variés qui eux aussi dépendent largement des énergies fossiles[réf. souhaitée], même s'ils sont moins concernés que l'industrie, l’agriculture ou les transports. La moitié des professionnels de la culture ont un métier artistique, l'autre moitié travaille dans des fonctions support comme accessoiriste ou ingénieur du son. L'enjeu d'aborder la culture dans un plan de décarbonation est double. D'une part car ce secteur est responsable d'importantes émissions de gaz à effet de serre comme celles liées au transport (la culture et les loisirs étant la troisième cause de mobilité des Français après le travail et les achats), les bâtiments (cinémas, théâtres, salles de concert, etc.), ou encore l'impact environnemental du numérique. D'autre part, car en raison de son pouvoir d'attention de portée mondiale, la culture a un devoir d'exemplarité pour faire évoluer les sociétés et comportements dans le sens de la décarbonation.
Pour décarboner le secteur de la culture en France, le PTEF formule plusieurs recommandations :
- relocaliser les activités pour optimiser les flux de personnes, mais aussi de marchandises. L'exemple pris est celui de l'industrie du livre où la distance parcourue par un ouvrage entre le lieu de production de papier et de vente pourrait être divisée par 20 en choisissant mieux les éditeurs, imprimeurs et vendeurs ;
- ralentir les déplacements en mutualisant les tournées des artistes, les expositions, mais aussi en encourageant la recréation des œuvres à l'étranger plutôt qu'en tournées, notamment pour le théâtre et la danse ;
- diminuer les échelles, en mettant fin à la course à l'affluence entre les expositions ou festivals dont l'empreinte carbone est d'autant plus importante que leur notoriété est internationale. Limiter le nombre d'œuvres célèbres exposées dans un même endroit ou le nombre d'artistes célèbres à un même événement permettrait de faire baisser la notoriété d'un événement à un niveau plus local ;
- écoconcevoir la production d'œuvres en s'appuyant sur l'empreinte carbone des matériaux utilisés, de leur transformation, et de la diffusion ;
- renoncer à certaines pratiques particulièrement problématiques pour leur empreinte carbone, comme l'utilisation de groupes électrogènes à essence, de systèmes de sonorisation toujours plus performants, ou encore des systèmes diffusions en streaming lancés dans une course à la qualité.

#### Villes et territoires
L'aménagement des territoires, largement pensé pour un monde abondant en énergies fossiles avec une division de l'espace par « grandes fonctions » (lotissements pour les logements, centres commerciaux, quartiers d'affaires), créant ainsi une forte dépendance à la voiture individuelle. Sachant que, comme l'a en partie révélé le mouvement des gilets jaunes, ce sont les ménages les plus modestes qui ont les plus grandes difficultés à changer de mode de vie pour passer vers un mode décarboné, comme en changeant leurs moyens de transport ou leurs chaudières. La transition énergétique des territoires doit donc être fondée sur la coopération, la solidarité, et la justice sociale.

#### Finances publiques et épargne
Ce chapitre du livre part du constat que pour orienter l'activité économique vers une transition bas-carbone, l'État doit à la fois prendre en charge les investissements nécessaires (dans l'énergie, les transports, etc.), mais aussi créer un environnement économique favorisant l'investissement des entreprises et des ménages dans cette transition. Le problème actuellement est que ce type d'investissement ne paye que sur des durées longues qui dépassent les mandats des élus en postes ou des actionnaires des entreprises, dont l'outil principal de pilotage est la rentabilité. En outre, ces derniers, surtout quand il s'agit de PME ou de collectivités locales, sont obligés de respecter des contraintes budgétaires strictes qui limitent leurs capacités d'investissements.
Dans ce contexte, The Shift project propose le lancement d'un observatoire de la transition bas carbone des collectivités locales pour accélérer la mise en œuvre de la rénovation énergétique des bâtiments publiques par le biais de contrats de performance énergétique. L'État doit mettre en place des transferts vers les collectivités qui n'ont pas la capacité d'investir pour la transition énergétique, et faciliter les processus de mutualisation de fonds existants à d'autres niveaux territoriaux.
Inciter les entreprises et les collectivités locales à se lancer dans un chantier de décarbonation doit passer par un mélange de contraintes réglementaires et d'assurances de responsabilité, deux leviers sur lesquels l'État a un rôle crucial à jouer. Il doit agir directement auprès de ces acteurs publics et privés, mais aussi indirectement, comme en incitant les banques à revoir les critères d'octroie de financement et orienter l'investissement privé vers la transition écologique. Là aussi, généraliser les bilans carbones des activités des entreprises et collectivités est indispensable pour justifier l'impact de ces projets financés.
Enfin, le financement privé, c'est-à-dire l'épargne et les assurances-vie des ménages doit aussi être orienter vers la transition bas-carbone, ces derniers étant beaucoup moins contraints à la rentabilité de leurs investissements que les entreprises. De nouveaux contrats, avec un label étatique, doivent leur être proposés par les banques, tandis que d'autres mesures doivent être prises pour les inciter à faire pour eux-mêmes bon usage de leur épargne en l'investissant pour décarboner leur propre mode de vie (achat de véhicules plus sobres, isolation thermique, etc.). Cette épargne doit pour cela être complétée par des aides financières pour les investissements « vertueux » en restant vigilant aux « effets rebond », en veillant à ce que les économies réalisées soit elles-mêmes dépensées en respectant des critères de décarbonation.

## Réception
L'ouvrage est assez bien accueilli par la critique. À la sortie du livre, Le Monde publie un entretien avec Jean-Marc Jancovici et Les Échos publie un éditorial du vice-président de TSP. Dans un autre article, ils écrivent que les pistes proposées par l'ouvrage sont « très élaborées ». Selon L'Express, le livre s'est placé dans le palmarès des meilleures ventes de l'année dans la catégorie des essais ; dans un article ultérieur, il note que le succès du livre s'inscrit dans le succès croissant des livres appelant à l'action ou à la révolte face aux désordres du monde. La Gazette des communes en publie une recension.